# Duroia duckei
Duroia duckei är en måreväxtart som beskrevs av Huber. Duroia duckei ingår i släktet Duroia och familjen måreväxter. Inga underarter finns listade i Catalogue of Life.